# 德累頓廳
德累頓廳（英語：Drayton Hall）是一座18世紀時期美國南部的種植園，位於南卡羅來納州查爾斯頓西北約15英里（24公里）處的阿什利河沿岸，和北查爾斯頓隔河相望。這座建築是北美帕拉第奧式建築的典範，亦是阿什利河沿岸唯一經美國獨立戰爭和南北戰爭後仍保存完好的種植園建築，亦是美國的國家歷史名勝。

## 概要

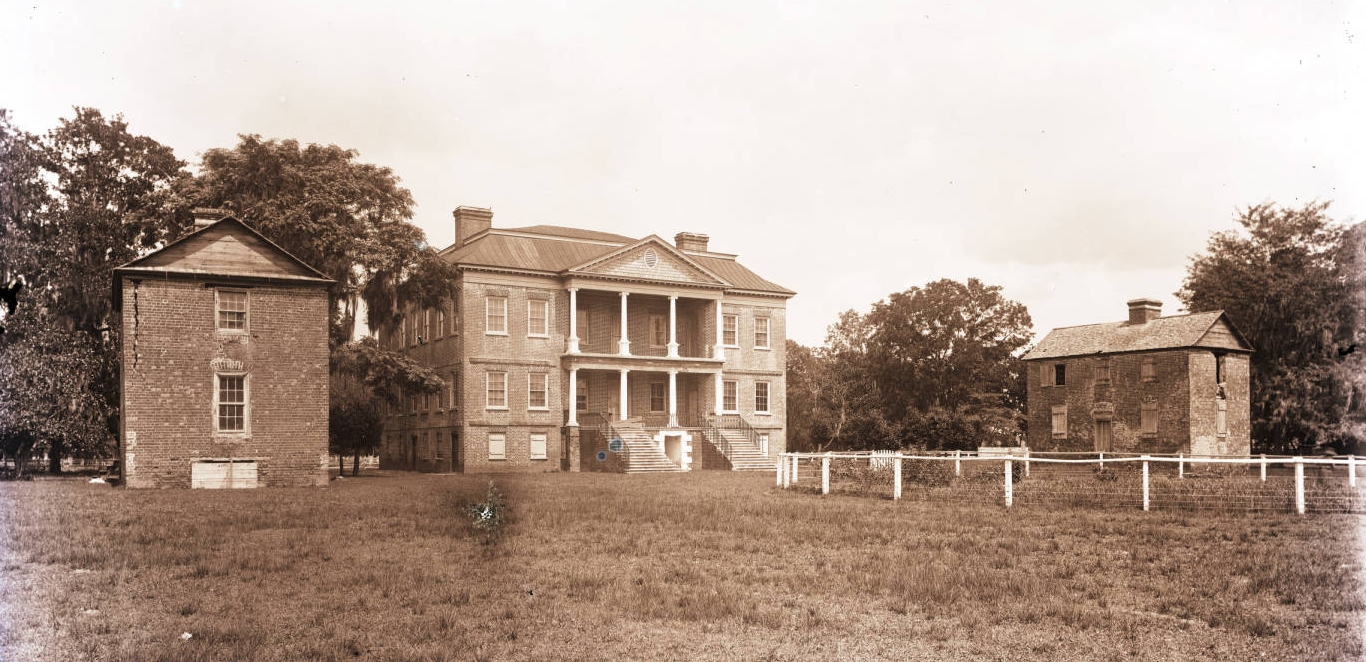
1890年時的德累頓廳，當時兩座側翼建築仍然存在

德累頓廳的西立面背對阿什利河，面向陸地一側，並且有一個雙凸出的門廊。門廊的建築風格擁有類似義大利威尼斯附近科爾納羅別墅的特徵（在1551年由文藝復興時期建築家安德烈亚·帕拉弟奥設計）。德累頓廳的內部計劃亦受到帕拉第奧式建築風格的啟發，可能源於詹姆斯·吉布斯（James Gibbs）的《建築書》（A Book of Architecture）第38版。這本著作於1728年出版於倫敦，頗具影響力。 建築中央有一個大型入口樓梯門廳，並帶有對稱分隔的樓梯，後方則是一個大型沙龍，兩側是正方形和長方形的房間。建築內的山牆式煙囪和伊尼戈·琼斯的設計十分相似。

## 歷史
這座建築是由英語：，羅馬化：John Drayton（John Drayton）的祖父老約翰·德雷頓（John Drayton Sr.）購買建造。過去人們長期認為這座建築動工於1738年，竣工於1752年。但在2014年對木質地的檢查之後，人們發現閣樓使用的木材砍伐於1747年至48年的冬季。由於閣樓框架需要在室內裝修工程前完成, 因此現在認為這座建築在1750年代初期已經使用。種植園佔地面積達630-英畝（2.5-平方）。1886年的地震摧毀了洗衣房，1893年的颶風則摧毀了廚房。
德累頓廳位於阿什利河歷史區，在1960年列入國家歷史名勝。

## 外部連結
- Drayton Hall homepage （页面存档备份，存于）
- The Center for Palladian Studies in America, Inc. （页面存档备份，存于）
- Drayton Hall, Charleston County (S.C. Hwy. 61, Charleston vicinity) (with 37 photographs) （页面存档备份，存于）, at South Carolina Department of Archives and History
- Great Buildings on-line: （页面存档备份，存于） Drayton Hall
- 美国历史建筑调查（HABS） No. SC-377, "Drayton Hall, Ashley River Road (State Route 61), Charleston, Charleston County, SC", 12 photos, 14 measured drawings, 19 data pages, 1 photo caption page
- South Carolina Plantations: （页面存档备份，存于） Drayton Hall